# Barbara Payton
Barbara Payton, pseudonimo di Barbara Lee Redfield (Cloquet, 16 novembre 1927 – San Diego, 8 maggio 1967), è stata un'attrice e modella statunitense.

## Biografia
Nacque da Erwin Lee Redfield (detto "Flip"), di origine britannica, e Mabel Irene Todahl, figlia di immigrati in America dalla Norvegia. Nel 1938 si trasferirono con i figli Barbara (nata nel 1927) e Frank Leslie (nato nel 1931) a Odessa (Texas), dove Redfield intraprese un'attività in proprio nel settore turistico. La Payton crebbe in un ambiente familiare difficile e opprimente, in condizioni aggravate dai crescenti problemi di alcolismo di entrambi i genitori e dal temperamento violento del padre.
A Odessa la giovane Barbara frequentò prima la Baylor Junior High School e poi la Odessa High School. Molto attraente, procace e corteggiata già da adolescente, nel novembre 1943 scappò con il suo ragazzo William Hodge, uno studente di pochi anni maggiore di lei. La fuga, dettata principalmente dal desiderio di sfuggire ai problemi familiari, si concluse con un frettoloso matrimonio che i suoi genitori riuscirono a far annullare dopo pochi giorni.
Abbandonata la scuola prima di ottenere il diploma, nel 1944 incontrò il pilota dell'aviazione John Payton, che era di stanza alla base militare texana di Midland e che divenne il suo secondo marito. Dopo il matrimonio, celebrato il 10 febbraio 1945, la coppia si trasferì a Los Angeles e la Payton iniziò a posare per servizi fotografici che le consentirono di ottenere ingaggi come modella presso case di abbigliamento e riviste di moda. Malgrado la nascita di un figlio, John Lee, venuto al mondo nel febbraio 1947, anche il secondo matrimonio terminò con il divorzio nel 1948.

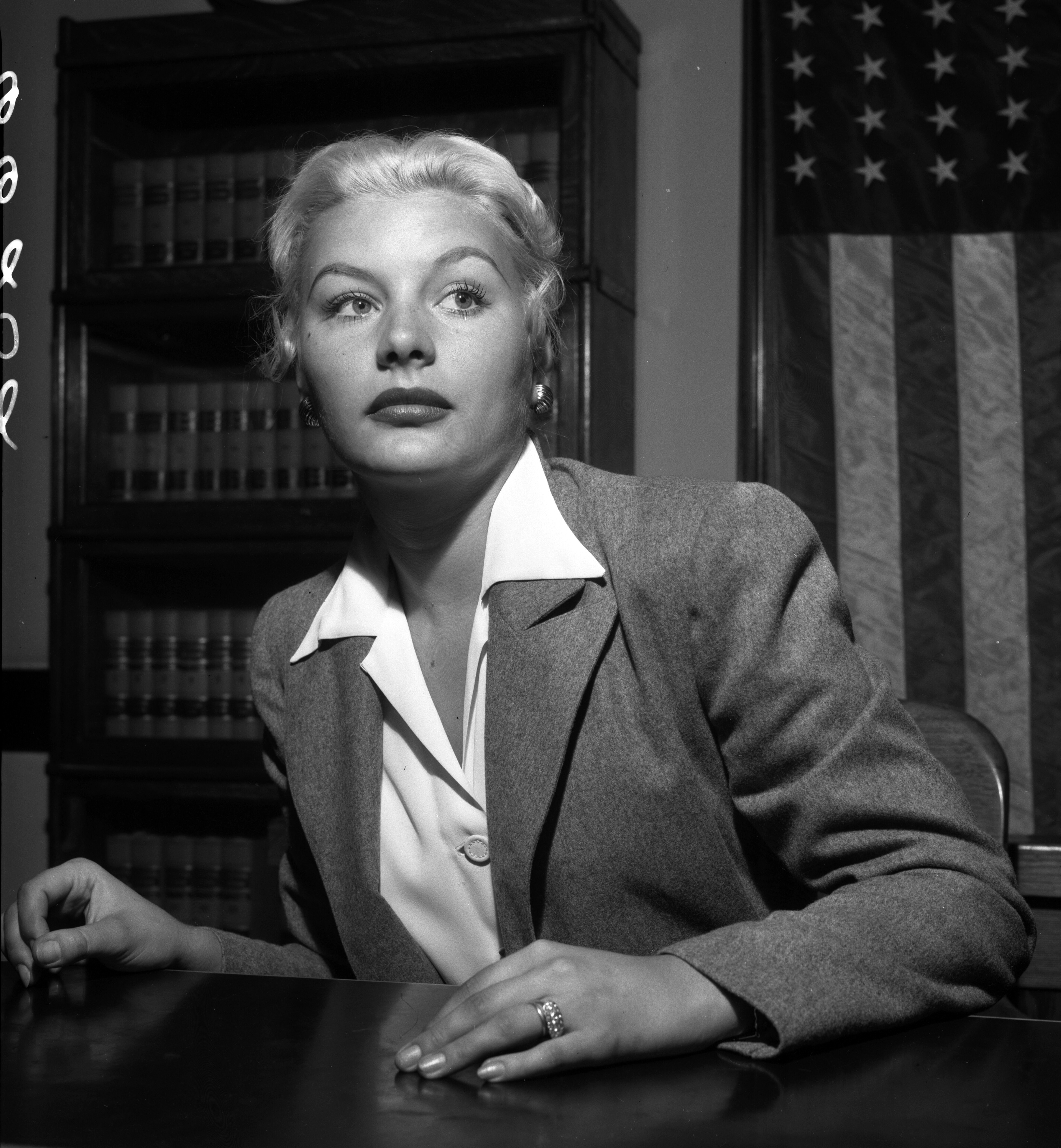
Barbara Payton ottiene il divorzio dal marito John

Poco più che ventenne, mamma di un bambino e con due matrimoni falliti alle spalle, la Payton si fece raggiungere a Hollywood dalla madre e riprese a perseguire una carriera nel mondo dello spettacolo, frequentando gli ambienti del cinema e gli eventi mondani, alla ricerca dell'occasione per emergere. Notata da William Goetz, executive presso l'Universal Pictures, nel gennaio 1949 firmò un contratto per 100 dollari la settimana con la nota casa produttrice, di cui diventò una delle giovani speranze al pari di altri nomi promettenti quali Rock Hudson, Tony Curtis e Piper Laurie.
Dopo l'apparizione in un paio di cortometraggi western, il debutto sul grande schermo avvenne con un breve ruolo non accreditato di fotografa di un nightclub nel film commedia Gli ultimi giorni di uno scapolo (1949), diretto e interpretato da Robert Montgomery, cui fece seguito la parte di Meg Dixon nel noir Trapped (1949), accanto a Lloyd Bridges. Ma fu il drammatico e violento thriller Non ci sarà domani (1950) a fare della Payton una star in ascesa. Pur essendo poco più di una debuttante, la giovane e bionda attrice si dimostrò all'altezza recitando con veterani dello schermo come Ward Bond e Luther Adler e con una superstar come James Cagney. Con il ruolo di Holiday Carleton, la "bad girl" che viene corteggiata dal gangster e che finisce per ucciderlo dopo aver scoperto che è responsabile della morte del fratello, la Payton ottenne critiche lusinghiere e si affermò per la notevole bellezza e capacità seduttiva.
Dopo James Cagney, la Payton lavorò con altri due grandi protagonisti maschili del grande schermo americano, prima Gary Cooper in Il colonnello Hollister (1950) e subito dopo Gregory Peck ne L'avamposto degli uomini perduti (1951). Nello stesso anno apparve in un terzo western, A sud rullano i tamburi (1951), con James Craig e Guy Madison, ambientato sullo sfondo della guerra di Secessione. La promettente carriera della Payton, dopo appena due anni dal debutto, si era però già avviata sulla strada del declino, complice una vita privata sregolata, seguita accanitamente dalla stampa scandalistica, che ne stava minando la credibilità come attrice.
Il 1951 si concluse con il ruolo di Dina Van Gelder nell'horror Bride of the Gorilla di Curt Siodmak, al fianco di Raymond Burr. Ma fu anche l'anno in cui la Payton si sposò per la terza volta, con l'attore Franchot Tone. Il fidanzamento e il matrimonio furono tempestosi, complicati dalla relazione che contemporaneamente l'attrice intraprese con il collega Tom Neal, noto interprete di B movie. L'unione con Tone, dopo diverse separazioni e riconciliazioni, terminò con il divorzio dopo appena un anno, mentre Neal e la Payton lavorarono insieme sullo schermo in un western a basso costo, La frusta di sangue (1953), prima di separarsi definitivamente.
Con la carriera giunta a un punto morto, anche l'esistenza della Payton andò alla completa deriva. La grave e ormai cronica dipendenza dall'alcool e l'abuso di stupefacenti stavano compromettendo la bellezza fisica e l'equilibrio emotivo dell'attrice. Nel 1955 fu arrestata per la prima volta per aver tentato di pagare con assegni falsi in un supermercato, e negli anni successivi subì nuovamente l'arresto in diverse occasioni, per ubriachezza, vagabondaggio e addirittura per prostituzione sul Sunset Boulevard.
Dopo alcuni anni di silenzio, la Payton tornò a far parlare di sé nel 1963, anno in cui pubblicò la propria autobiografia dal titolo I Am Not Ashamed, nella quale descrisse particolari drammatici della propria vita turbolenta e della condizione di miseria in cui era precipitata. Una particina non accreditata nel western I 4 del Texas (1963), con Frank Sinatra e Dean Martin, non servì a rilanciare la sua carriera. Dopo altri quattro anni di indigenza e anonimato, ormai malata e in condizioni psicofisiche precarie, nell'aprile 1967 la Payton tornò a vivere con i genitori a San Diego (California), dove morì l'8 maggio seguente, all'età di trentanove anni, per insufficienza cardiaca ed epatica.

## Filmografia

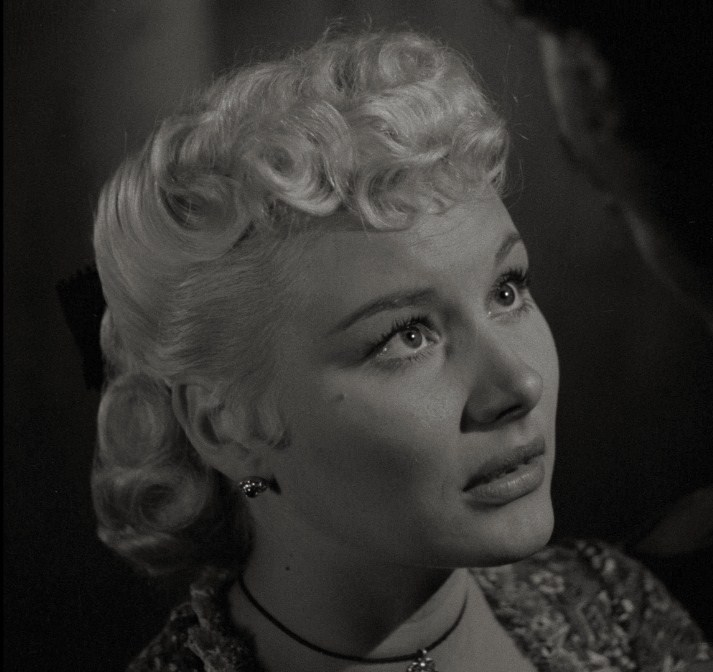
Barbara Payton nel film L'avamposto degli uomini perduti (1951)

- Silver Butte, regia di Will Cowan (1949) - cortometraggio
- Gli ultimi giorni di uno scapolo (Once More, My Darling), regia di Robert Montgomery (1949) (non accreditata)
- Trapped, regia di Richard Fleischer (1949)
- The Pecos Pistol, regia di Will Cowan (1949) - cortometraggio
- Non ci sarà domani (Kiss Tomorrow Goodbye), regia di Gordon Douglas (1950)
- Il colonnello Hollister (Dallas), regia di Stuart Heisler (1950)
- L'avamposto degli uomini perduti (Only the Valiant), regia di Gordon Douglas (1951)
- A sud rullano i tamburi (Drums in the Deep South), regia di William Cameron Menzies (1951)
- Bride of the Gorilla, regia di Curt Siodmak (1951)
- Pantera bionda (The Flanagan Boy), regia di Reginald Le Borg (1953)
- Four Sided Triangle, regia di Terence Fisher (1953)
- Run for the Hills, regia di Lew Landers (1953)
- La frusta di sangue (The Great Jesse James Raid), regia di Reginald Le Borg (1953)
- Murder Is My Beat, regia di Edgar G. Ulmer (1955)
- I 4 del Texas (4 for Texas), regia di Robert Aldrich (1963) (non accreditata)